# PPD-40
Die PPD-40 (Pistolet-Pulemjot Degtjarjowa; russisch ППД-40, Пистолет-пулемёт Дегтярёва) ist eine sowjetische Maschinenpistole im Kaliber 7,62 × 25 mm. Die von Wassili A. Degtjarjow entwickelte Waffe verwendet die gleichen Flaschenhalspatronen wie die Tokarew-Pistole und die später produzierten Maschinenpistolen PPSch-41 und PPS-43.

## Geschichte
Die Entwicklung von Maschinenpistolen verlief in der Sowjetunion anfangs schleppend. Für die Militärführung waren klassische Mehrladegewehre als Standardwaffe der Armee völlig ausreichend und sie sah keinen Grund, die Entwicklung neuer Waffentypen zu forcieren. Das von Degtjarjow entwickelte Modell PPD-34 wurde zwar ins Arsenal aufgenommen, aber nur in geringen Stückzahlen gefertigt. Die meisten Exemplare wurden zudem nicht bei der Roten Armee, sondern beim NKWD eingesetzt oder an den Grenzschutz abgegeben. Diese skeptische Haltung änderte sich, als sowjetische Truppen im Winterkrieg von 1939 bis 1940 mit finnischen Maschinenpistolen des Typs Suomi M-31 konfrontiert wurden. Degtjarjow überarbeitete die PPD und ersetzte das Stangenmagazin durch ein Trommelmagazin.

## Technik
Die PPD ähnelt in Grundzügen der deutschen MP18. Sie ist ein zuschießender Rückstoßlader mit Feder-Masse-Verschluss. Ihre Fertigung in größeren Stückzahlen wurde verfügt, trotzdem wurde sie mehreren Vergleichsschießen mit anderen sowjetischen Maschinenpistolen unterzogen. Dabei stellte sich die PPSch-41 von Georgi Schpagin als überlegen heraus. Schpagins Modell bot nicht nur eine höhere Trefferdichte, sondern ließ sich vor allem rationeller herstellen. Daraufhin wurde die Produktion der PPD nach etwa 80.000 Exemplaren zugunsten der PPSch-41 aufgegeben.
Die im Deutsch-Sowjetischen Krieg von der Wehrmacht verwendeten Beutewaffen des Typs PPD-40 erhielten die deutsche Fremdgerätenummer Maschinenpistole 715 (r).